# Saint-Hilaire (Puy-de-Dôme)
Saint-Hilaire település Franciaországban, Puy-de-Dôme megyében. Lakosainak száma 146 fő (2022. január 1.). Saint-Hilaire Saint-Fargeol, Saint-Marcel-en-Marcillat, Bussières, Château-sur-Cher, Pionsat, Saint-Maigner és Saint-Maurice-près-Pionsat községekkel határos.

## Népesség
A település népessége az elmúlt években az alábbi módon változott:
| Lakosok száma | 180  | 165  | 167  | 161  | 157  | 154  | 150  | 148  | 146  |
|               | 2013 | 2015 | 2016 | 2017 | 2018 | 2019 | 2020 | 2021 | 2022 |